# Sucker Punch (film)
Sucker Punch – amerykański fantastyczny thriller z 2011 roku w reżyserii Zacka Snydera. Jego premiera nastąpiła 25 marca 2011 r. w USA.

## Fabuła
Historia rozgrywa się w latach 50. XX wieku. Baby Doll zostaje umieszczona przez ojczyma w zakładzie psychiatrycznym. Za pięć dni ma przejść zabieg lobotomii. W tym czasie dziewczyna kreuje alternatywny świat, w który ucieka, gdy tylko popłynie muzyka. Tam dowiaduje się, w jaki sposób może uciec z zakładu, by uniknąć „zabiegu”. Musi odnaleźć 5 rzeczy, dzięki którym może jej się to udać. Pomagają jej cztery pacjentki szpitala: Sweet Pea, Rocket, Blondie i Amber.

## Obsada
- Emily Browning – Baby Doll
- Abbie Cornish – Sweet Pea
- Jena Malone – Rocket
- Jamie Chung – Amber
- Vanessa Hudgens – Blondie

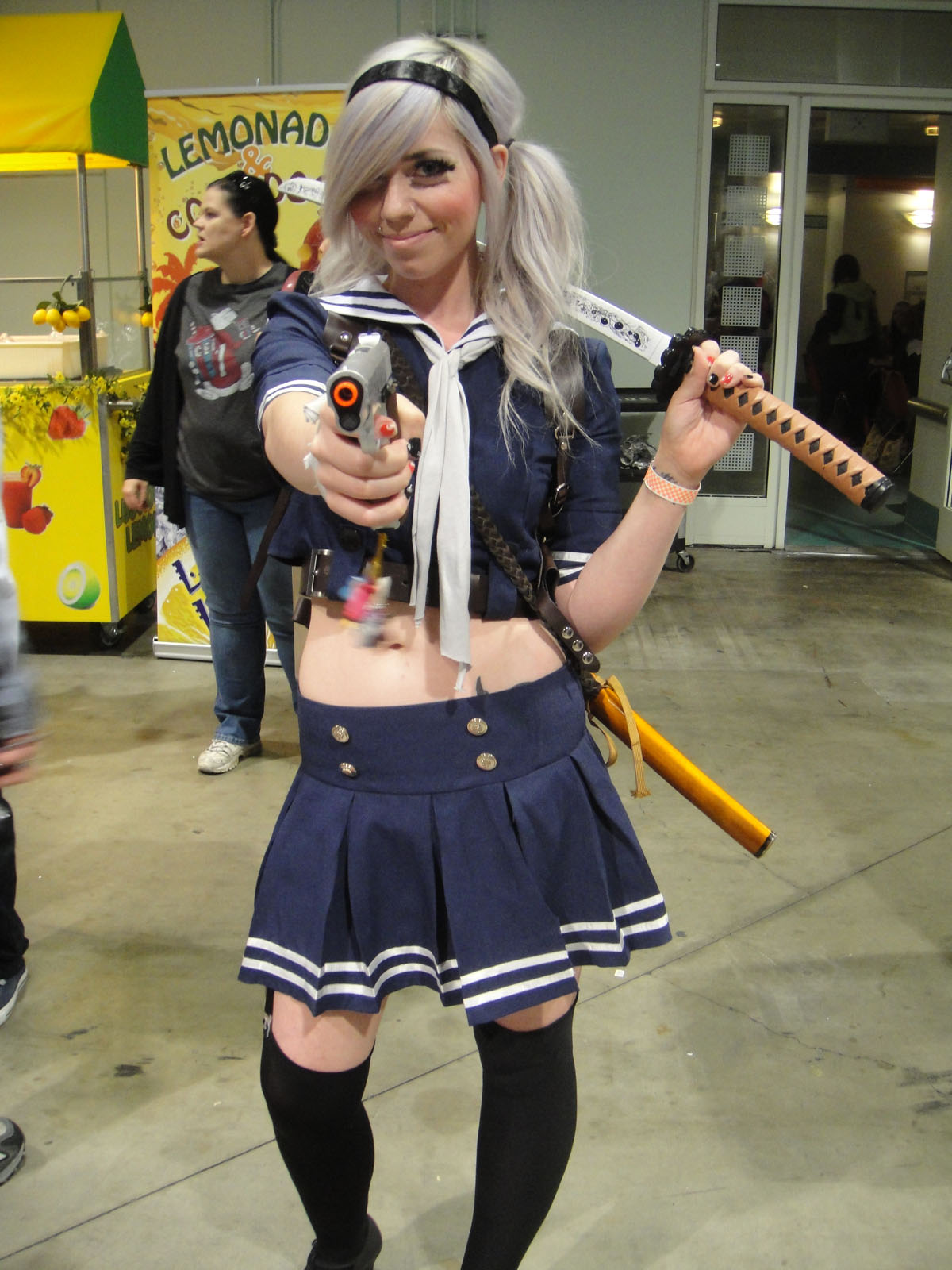
Cosplay Baby Doll

- Carla Gugino – dr Vera Gorski/Madame Vera Gorski
- Oscar Isaac – Blue Jones